# Betriebsgewerkschaftsleitung
Die DDR-Einheitsgewerkschaft Freier Deutscher Gewerkschaftsbund, FDGB, gliederte sich in betriebliche und institutionelle Grundorganisationen, z. B. in Industrieunternehmen, Krankenhäuser, Verwaltungen u. ä. Auf dieser Ebene stellte die von den Mitgliedern gewählte Betriebsgewerkschaftsleitung (BGL) den Ansprechpartner der Beschäftigten für gewerkschaftliche Fragen dar. Mitbestimmung und Vertretung gewerkschaftlicher Rechte nach westlichem Muster spielten bei der Tätigkeit des Gremiums eine untergeordnete Rolle. Primär waren die Verteilung der knappen gewerkschaftlich organisierten Ferienplätze, die Betreuung von berenteten ehemaligen Betriebsangehörigen, die Unterstützung bei der Suche nach Plätzen für die Kleinkinderbetreuung und die Organisation von Betriebsfeiern aus diversen Anlässen. Insofern genoss die BGL bei vielen Mitarbeitern ein höheres Ansehen als z. B. die betrieblichen Parteileitungen.
In wissenschaftlichen Instituten der DDR hatte eine Institutsgewerkschaftsleitung (IGL) die gleichen Aufgaben wie eine Betriebsgewerkschaftsleitung in Betrieben. In einigen Instituten, insbesondere denen der Akademie der Wissenschaften der DDR, spielte die Kulturkommisson der IGL eine besondere Rolle. Zu ihren Aufgaben zählte insbesondere die Organisation von Kulturveranstaltungen mit Schriftstellern, Malern, Musikern, Kunstwissenschaftlern, Historikern etc. und die Organisation von Ausstellungen mit Werken bildender Künstler.